# Paraskevi
Paraskevi (griechisch Παρασκευή) ist ein griechischer weiblicher Vorname.

## Herkunft und Bedeutung

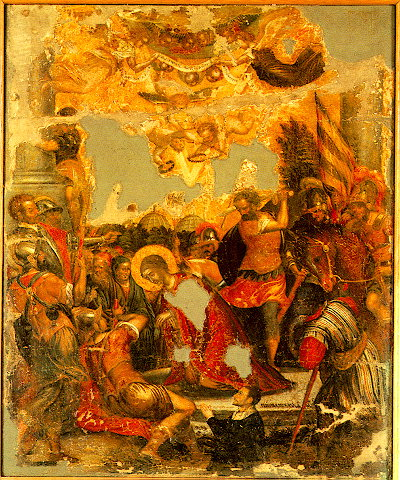
Agia Paraskevi, eine Martyriums-Szene von Michail Damaskinos in venezianischem Stil, Ikone aus dem 16. Jhd. (Paul und Alexandra Canellopoulos Museum, Athen)

Das griechische Wort Paraskevi (Παρασκευή) bedeutet wörtlich übersetzt „Vorbereitung“ als Tag der Vorbereitung für den Schabbat (Sabbat), d. h. „Freitag“. Irrtümlicherweise wird häufig angenommen, der Vorname beziehe sich somit auf den Karfreitag. Allerdings ist damit die Vorbereitung auf jeden Sonntag, den „Tag des Herrn“, gemeint, da traditionell bereits freitags damit begonnen wurde, am Sonnabend die sonntägliche Messe und das zugehörige Fest „vorzubereiten“.
Der Name Paraskevi kann sich auf mehrere Heilige beziehen, die zum Teil sowohl von der katholischen als auch von der orthodoxen Kirche gefeiert werden: (griech.: Αγία Παρασκευή, Aghia Paraskevi; albanisch:  Shën Premte; bulgarisch: Света Петка Параскева, St. Petka Paraskeva; nordmazedonisch:  Света Петка, Sveta Petka; rumänisch: Sfânta Cuvioasă Parascheva; russisch: Святая Параскева-Пятница, St. Paraskeva-Freitag; serbisch: Света Петка Параскева, Sveta Petka Paraskeva).
Die  hagiographische Überlieferung der Heiligen Paraskevi ist reich und komplex. Die relativen Quellen sind vielfältig, gelten aber einerseits als nicht ganz zuverlässig, andererseits ist die Existenz der Heiligen unsicher. Die Verwirrung bei der Identifizierung der Heiligen wurde durch Überlieferungen von gleichnamigen Heiligen aus dem 2. Jahrhundert ins Rollen gebracht, deren Schicksale oft verwechselt, wenn nicht gemischt wurden. Das sind Paraskeva Pyatnitsa, Paraskeva von Rom und Veneranda von Gallien.

## Varianten
Kurzformen bzw. Kosenamen von Paraskevi sind Paraskeva (männlich.), Paraskevoula, Voula, Vivi und Evi.
Bei Paraskevas handelt es sich um die männliche Variante des Vornamens. Vor allem in slawischen Sprachen existieren zudem weitere Versionen, wie Paraskeva, Praskovia, Paraschiva,  Praskovie, Paraske oder Paraschiv, Petka, Pyatnitsa, Pyetka, Parascheva.

## Namenstag
In Griechenland wird der Namenstag von Paraskevi am 26. Juli gefeiert.

## Bekannte Namensträgerinnen
- Paraskevi Patoulidou (* 1965), ehemalige griechische Leichtathletin und Olympiasiegerin
- Paraskevi Tsiamita (* 1972), ehemalige griechische Leichtathletin
- Voula Zouboulaki (* 1931), griechische Schauspielerin